# (73702) 1991 TQ10
(73702) 1991 TQ10 – planetoida z pasa głównego asteroid okrążająca Słońce w ciągu 5 lat i 160 dni w średniej odległości 3,09 j.a. Została odkryta 10 października 1991 roku.